# シュテファン・ルキアン
シュテファン・ルキアン（Ștefan Luchian、またはLukian、発音: [ʃteˈfan lukiˈan]、1868年2月1日 - 1916年6月27日）は、ルーマニアの画家である。

## 略歴
ボトシャニ県のシュテファネシュティ（Ștefănești）で生まれた。父親は将校で、1873年に家族とブカレストに移り、母親は軍の学校に進むことを望んだが、1885年に美術学校(Şcoala de belle arte)に進み、ルーマニアの近代絵画のパイオニアの一人、ニコラエ・グリゴレスクに励まされて画家の道に進んだ。1889年に、海外留学し、ミュンヘン美術院で2学期間、ヨハン・カスパー・ヘルテリッヒに学び、ミュンヘンの「Kunstareal（芸術エリア）」と呼ばれる地域の美術館のコレッジョやレンブラントらの巨匠の作品を模写した。一旦ルーマニアに戻り、芸術展（Bucharest's Cercul artistic）に出展した。1891年から1893年の間はパリに滞在し、アカデミー・ジュリアンで、ウィリアム・アドルフ・ブグローやトニ・ロベール＝フルーリーに学んだ。ドガやマネらの印象派の人々や独立芸術家協会の人々やモダニズム、ポスト印象派の美術にも触れることになった。
ルーマニアに戻った後、画家として地位を確立し、1896年にニコラエ・ヴェルモント（Nicolae Vermont:1866-1932)らとブカレスト独立展（Bucharest's Salonul Independenţilor）を設立した。1900年のパリ万国博覧会のルーマニア館のために2点の作品を描いたが、その年筋硬化症を発症した。病院で治療し、静物画を描くようになり1903年にはAteneuの国際美術展に出展した。1909年にルーマニアの勲章Medalia Bene Merenti を受勲した。1910年代には病気のためほとんど製作できなくなった。ブカレストで没した。
ルーマニアの映画監督、Nicolae Mărgineanuによって1981年にルキアンの伝記映画（英語タイトル"Stefan Luchian"）が作られた。

## 作品

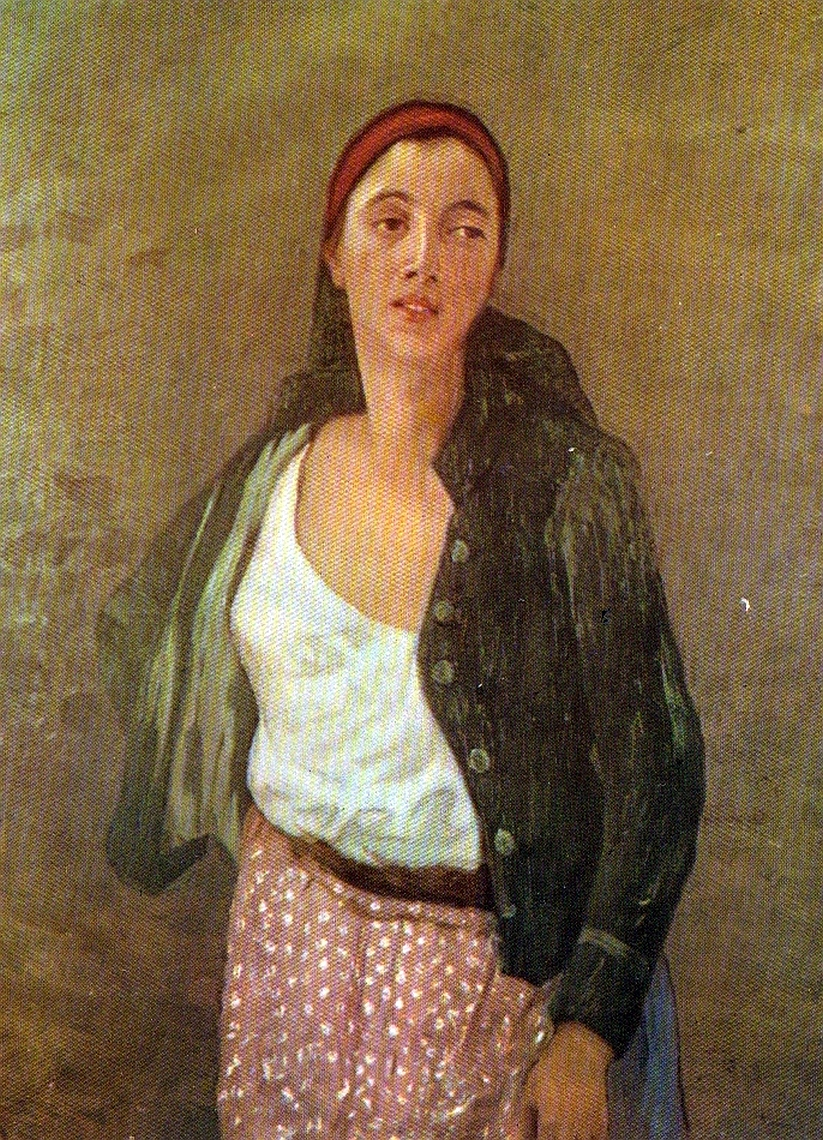
Safta the Flower Girl, 1895
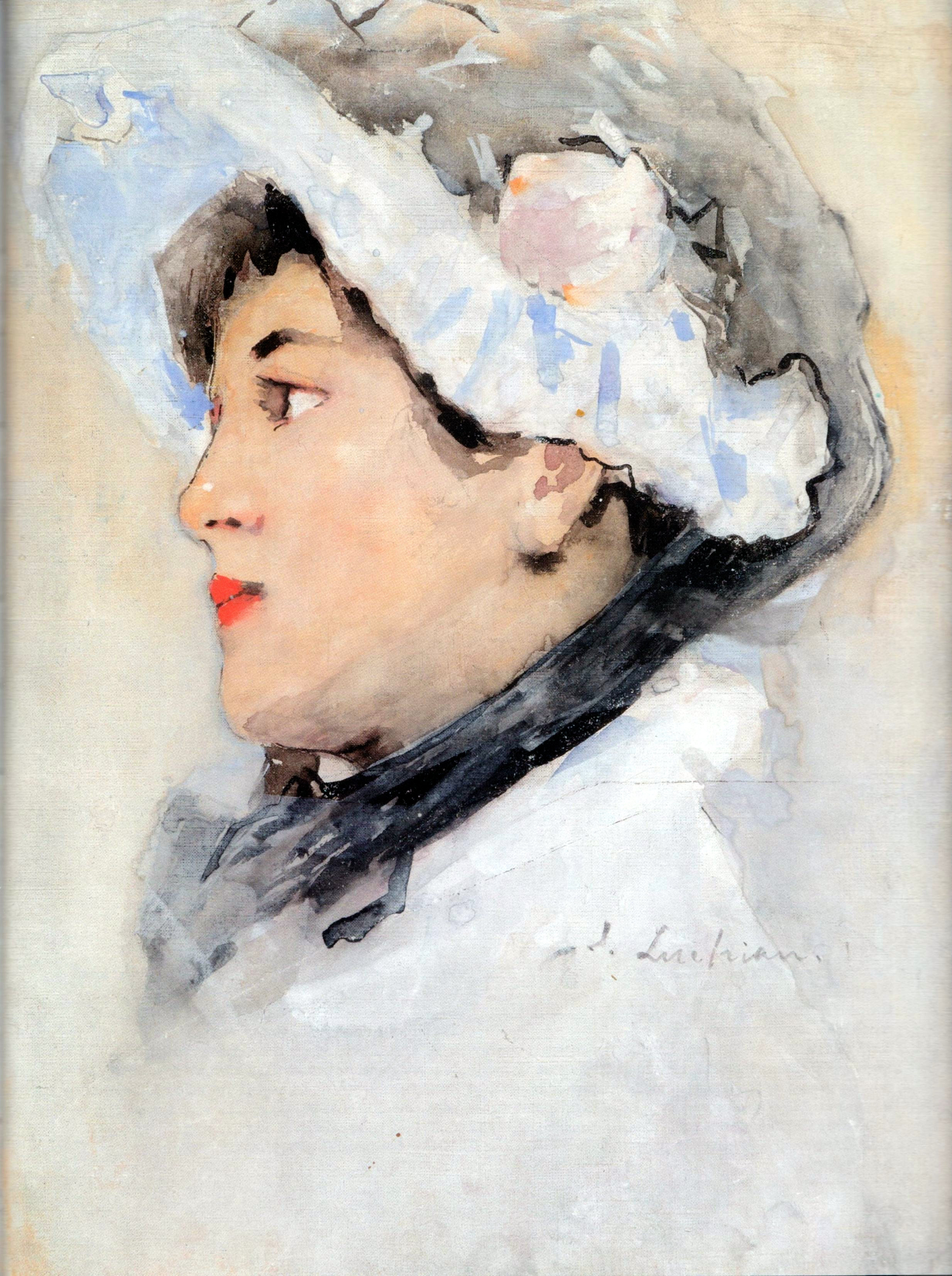
Portrait of a Woman 1901
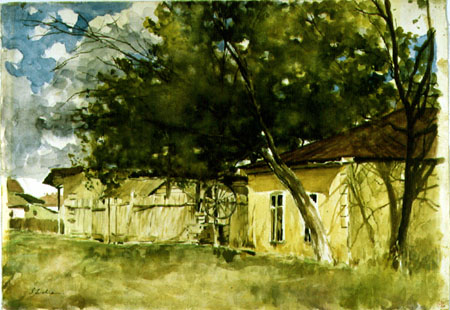
The Well on Clucerului Street 1902-1904
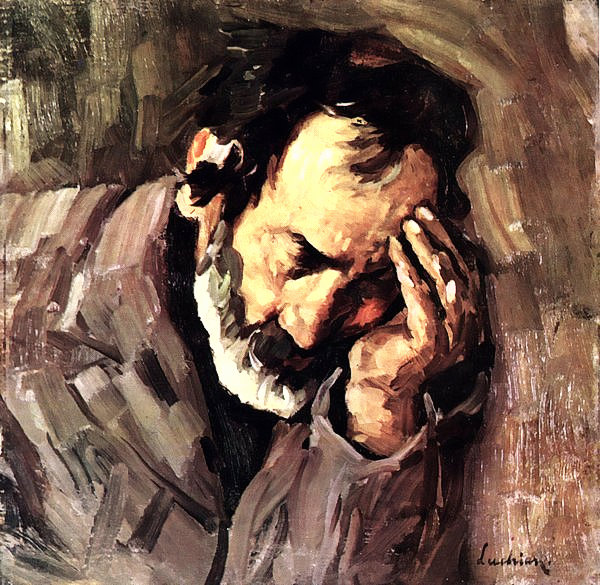
Old Man Nicolae the Fiddler, 1906
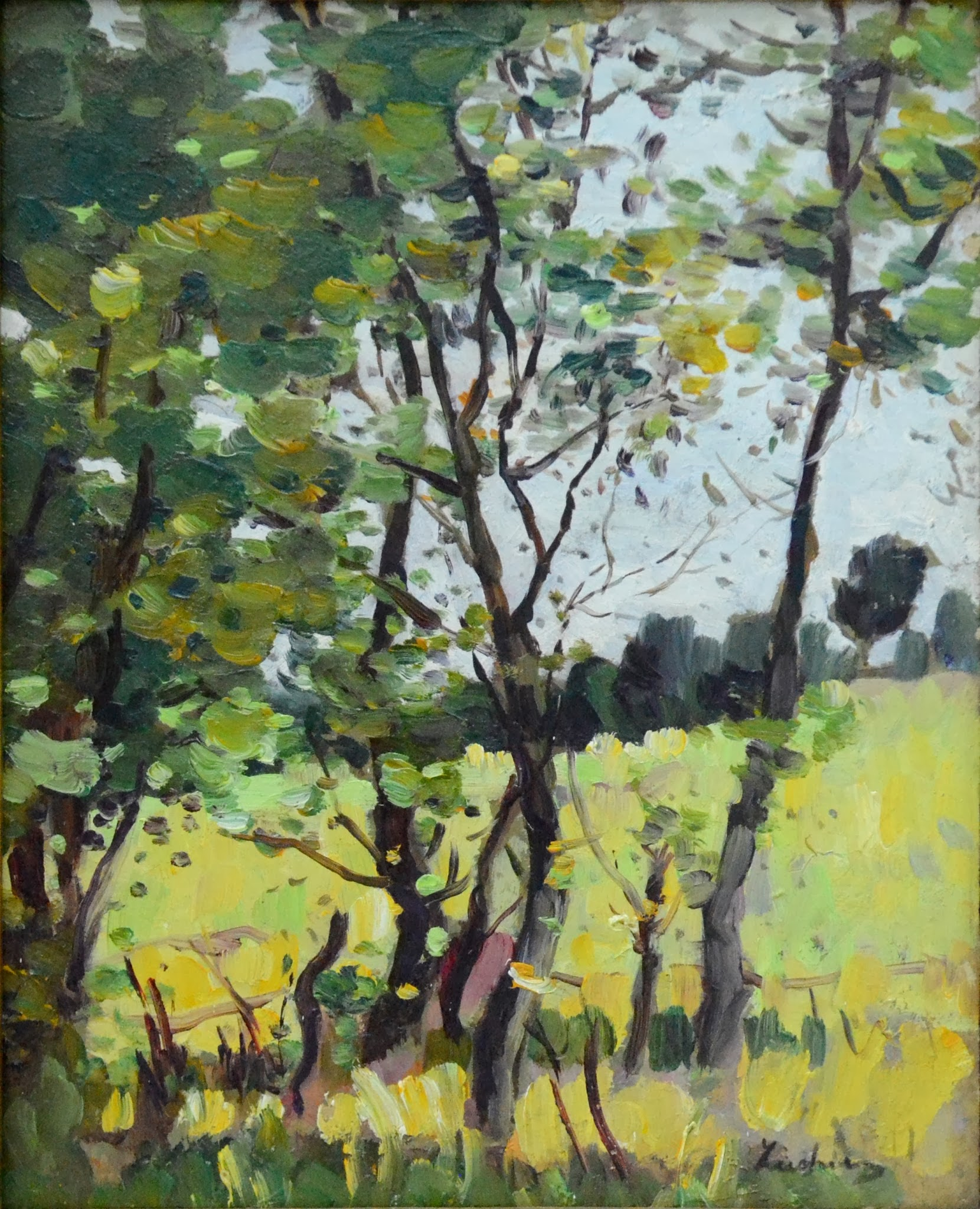
The River Meadow at Poduri, 1909
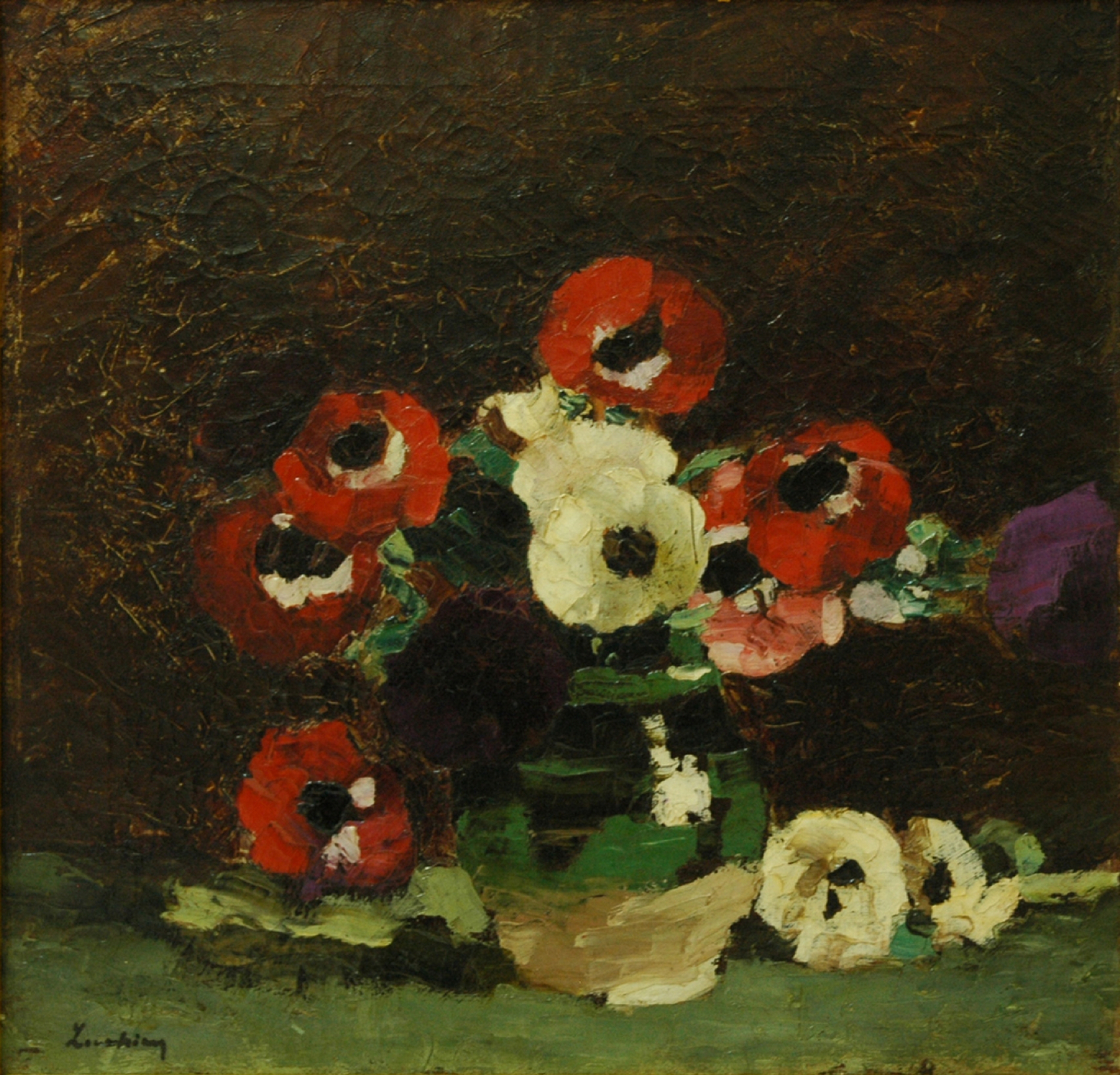
Anemona Flowers, 1908
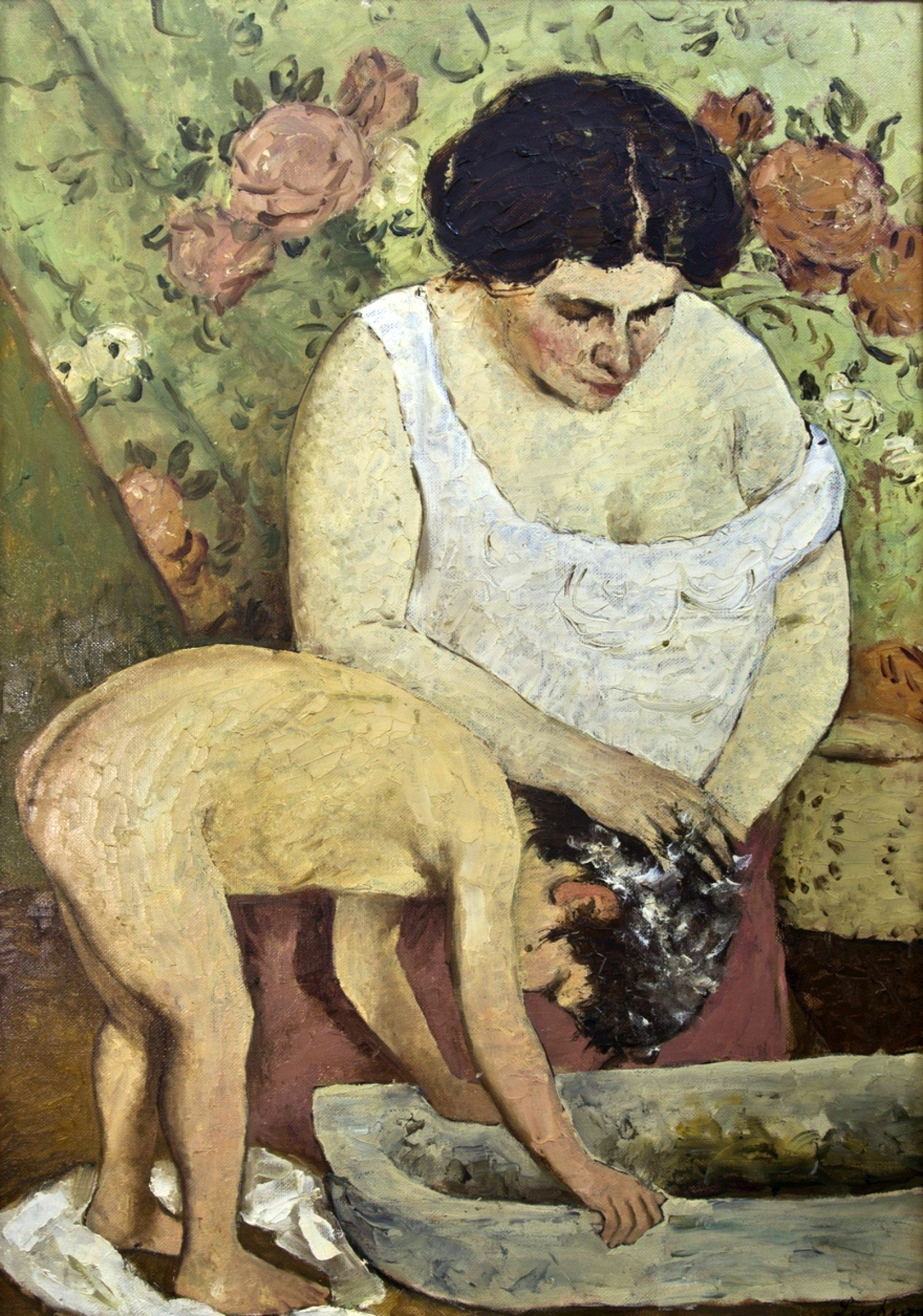
Hair Washing, 1911-1912
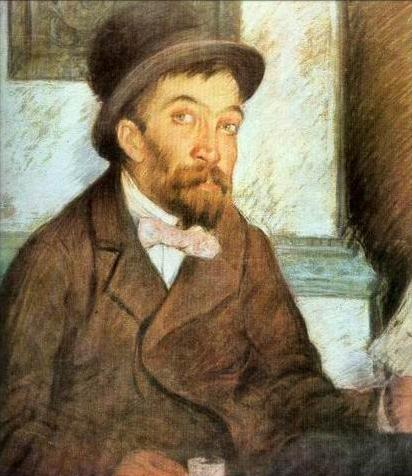
Alecu the Literary Man
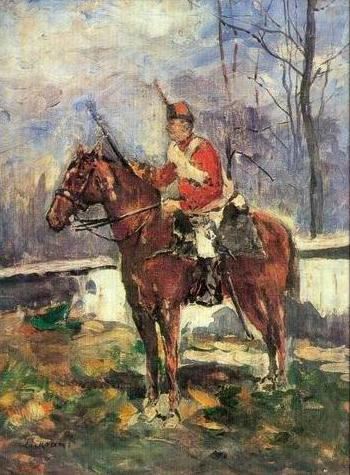
The Mounted Red Hussar
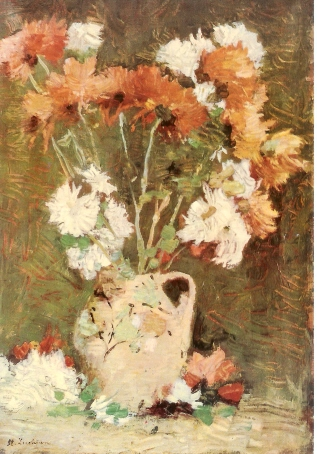
Chrysanthemums
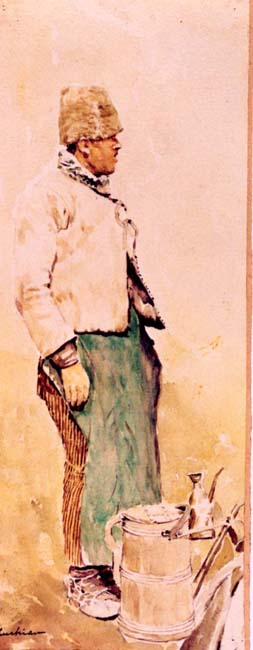
The Millet Beer Seller
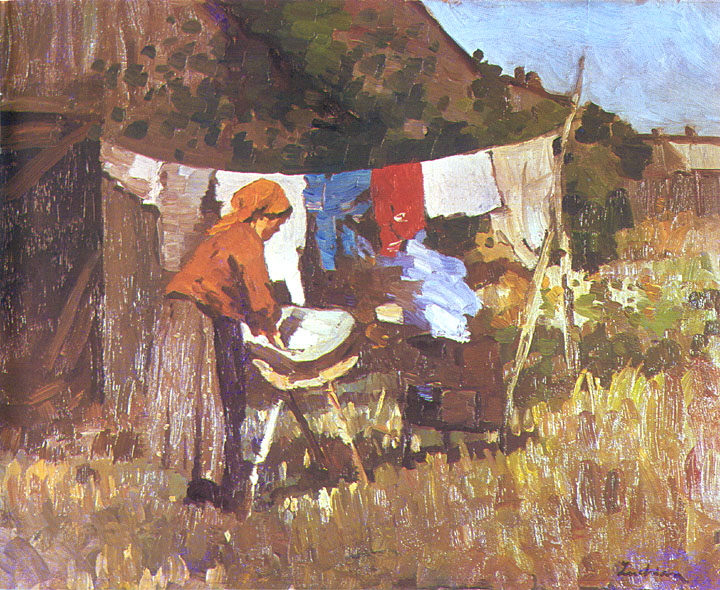
The Laundress